# 엑상프로방스
엑상프로방스(프랑스어: Aix-en-Provence)는 프랑스 남부 프로방스알프코트다쥐르 레지옹의 부슈뒤론주에 위치한 코뮌 (기초자치단체)이다. 마르세유에서 북쪽으로 약 30km 떨어진 곳에 있으며, 프랑스 남부의 대도시권인 엑스마르세유프로방스 메트로폴에 속한 36개 코뮌 중 하나다.
인구는 약 14만 명대로 프랑스에서 가장 인구가 많은 도시 23위에 해당된다. 마르세유와 함께 이어지는 엑스마르세유프로방스 도시권으로 따지면 프랑스에서 세 번째로 인구가 많은 도시권에 해당된다.주민의 명칭은 프랑스어로 '엑수아' (Aixois), 오크어로 섹티앙 (Lei sextians)라고 부른다.
기원전 122년 고대 로마의 집정관이었던 카이우스 섹스티우스 칼비누스가 건설한 도시로서 당대에는 '아쿠아이 섹스티아이' (Aquae Sextiae)라고 불렸다. 중세시대에 이르러 프로방스 백국의 수도가 되었으며, 프랑스 왕국에 합병된 이후 지금까지도 프로방스 지역의 수도로 남아 있다.
고대부터 온천 도시로 이름났던 엑상프로방스는 다양한 건축물과 그라네 박물관, 음악 축제, 프로방스 대극장 등 풍부한 문화유산을 자랑하고 있으며, 프랑스 지중해 연안의 주요 관광명소이자 문화도시로 자리잡고 있다. 또한 물의 도시로도 유명하여, 프랑스 작가이자 영화감독인 마르셀 파뇰로부터 '100개의 분수가 있는 도시' (Ville aux Cent Fontaines), '지중해의 코펜하겐' (La Copenhague du Midi)이란 별명을 얻었다.

## 역사

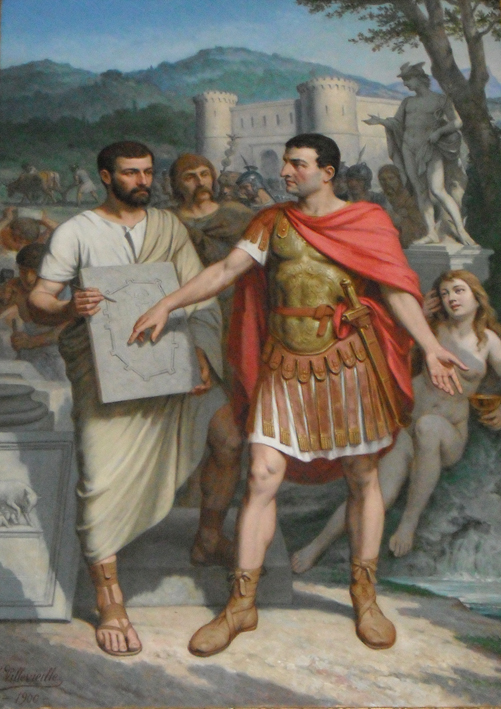
조제프 빌비유의《엑상프로방스를 세우는 섹스티우스 칼비누스》(1900년)

### 고대
기원전 4세기경 프로방스 남부는 켈트-리구리아계 민족인 살루비아인이 차지하고 있었으며, '오피둠 인테르몬테스' (Oppidum Intermontes)라는 도시를 수도로 삼고 있었는데, 이는 지금의 엑상프로방스 북쪽의 퓌리카르 (Puyricard)로 가는 길목에 위치해 있다.
기원전 123년 이웃한 리구리아인, 갈리아인과 끊임없이 분쟁을 겪고 있던 그리스계 도시 마살리아 (지금의 마르세유)의 시민들이 로마에 구원을 요청함에 따라 집정관 카이우스 섹스티우스 칼비누스가 정벌에 나서 오피둠 마을을 점령하고 폐허로 만들었다. 그 후 섹스티우스는 로마와 마살리아 간 무역로의 안전확보를 위해 온천 인근에 주둔지를 건설하였는데 이것이 마을로 발달하여 '아쿠아이 섹스티아이' (Aquae Sextiae, 섹스티우스의 물)라는 이름이 붙었다. 결론적으로 엑상프로방스는 살루비아인의 공격으로부터 로마의 동맹도시였던 마살리아를 지키기 위한 도시로 출발한 것이다.
기원전 102년 생트빅투아르산에서 벌어진 엑스 전투에서 카이우스 마리우스가 암브론족, 튜턴족에 맞서 물리쳤다. 이후 로마에 정복당한 살리아인의 후손들이 아쿠아이 섹스티아이로 넘어와 정착하면서 도시의 규모도 늘어났다. 이 시기 아쿠아이 섹스티아이는 마르세유의 무역이익을 보호하기 위해 더할 나위 없이 이상적인 입지의 도시로서 성벽과 극장이 세워지는 등 주요 도시로 거듭나게 되었다.
수 세기가 흘러 로마 제국 말기부터는 도시의 여러 구역이 폐허로 변하기 시작했으며 고대에 세워진 극장도 철거되었다. 이러한 상황은 단순히 도시의 쇠퇴라기보다는 주민들이 새로운 거주구역을 찾아 나섰던 것으로 해석된다. 4세기경에는 갈리아 나르보넨시스의 두번째 수도로 지정되었으며 나자르 덱스를 주교로 하는 교구가 설정되었다. 477년 서고트인이 점령한 데 이어 6세기부터는 프랑크인과 랑고바르드족의 공격을 차례로 받았으며 731년에는 사라센의 침공이 있었다.

### 중세
오랜 세월에 걸쳐 경제와 인구가 쇠퇴해 왔던 엑상프로방스는 1189년 프로방스 백작 (앙주와 아라곤의 소유가문)이 아를과 아비뇽을 버리고 이곳을 새로운 거주지로 삼으면서 변화를 맞이했다. 백작이 거주하는 수도로 변모한 엑상프로방스는 전례 없는 도시발전을 누리게 되었다. 15세기 프로방스 백작 겸 시칠리아 국왕이었던 르네 당주 대에 이르러 엑상프로방스는 황금기에 접어들었으며 '르네 국왕의 도시' (cité du roi René)라는 별명을 얻었다. 1409년 화려한 궁정이 건설됨에 따라 엑상프로방스는 유명 문화도시이자 대학도시로 거듭났으며, 수 세기 동안 경제침체를 겪어왔던 도시에 사법부가 들어서고 화려한 건축물이 들어서는 계기를 마련하였다.
1486년부터는 프랑스 왕국의 국왕이 프로방스 백작을 겸하면서 대리인이 파견되기 시작하였다. 이때부터 프랑스와 프로방스는 병합 중에 있었으나 한동안은 속국 형태가 아닌 별개의 독립국으로 남아 있었으며 완전히 통합된 것은 1789년 프랑스 혁명이 벌어지면서부터였다. 엑상프로방스 역시 프랑스의 다른 도시와는 다른 지위를 유지하고 있었다. 일례로 1501년 루이 12세는 엑상프로방스에 프로방스 의회 (Parlement de Provence)를 수립하여 프랑스 혁명기까지 존속하였다. 프로방스 곳곳의 영지에 대한 과세권한은 소수의 예외사항을 제외하면 프로방스 의회에 돌아갔다.
1608년 7월에는 엑상프로방스 교외 지역에 피를 연상케 하는 시뻘건 소나기가 내리는 사건이 벌어졌다. 이 사건이 사탄이 저지른 짓이라 생각하는 수도승들이 많았으며 지역 주민들은 공포에 떨었다. 천문학자 니콜라클로드 파브리 드 페이레스크는 성당 공동묘지 벽에 핏방울을 모아 분석한 결과 나비떼의 배설물이라는 사실을 발견하였지만 그것으로는 대중의 공포를 진정시키지 못했다. 엑상프로방스 도심에서는 이 사건이 벌어지지 않고 조용히 넘어갔다.

### 근현대
19세기 이르러 문학가 프레데리크 미스트랄이 법학을 공부한 도시, 화가 폴 세잔이 평생을 보낸 도시, 에밀 졸라가 18년을 머무른 도시라는 기록을 남기게 되었다. 폴 세잔과 에밀 졸라는 부르봉 고등학교 (collège Bourbon) 출신으로 한 학년차 동창생이기도 했다.
1909년 남프랑스 지진 당시 엑상프로방스도 큰 피해를 입었으며 오지에르 파스타 공장의 천장이 무너지는가 하면 "마을 광장은 매트리스를 깔고 자는 주민들로 가득찼다"는 증언을 남겼다. 본진이 덮치기 직전인 6월 11일에는 새들이 겁에 질리고 개가 짖다가 죽어버리는가 하면 말이 뛰어다니는 등 동물들의 이상한 행동이 관찰되어 지진의 전조를 알렸다.
제2차 세계 대전 이후 구시가지의 경계를 이루던 조레 대로와 브리앙 대로 등의 순환도로를 넘어 도시 영역이 확장되기 시작하였다. 엑상프로방스 대학교의 법학문학부가 구시가지에서 신시가지로 이전하고, 지하주차장과 레저공간을 갖춘 현대적인 도시구역이 형성된 것이다. 1980년에는 옛 엑상프로방스역이 철거되고 알레프로방살역이 건설되었다.
오늘날 엑상프로방스는 고속열차 TGV가 정차하는 주요도시로 거듭났으며 여러 학문을 포괄하는 대학도시의 지위를 오랫동안 유지하고 있다.

## 지리

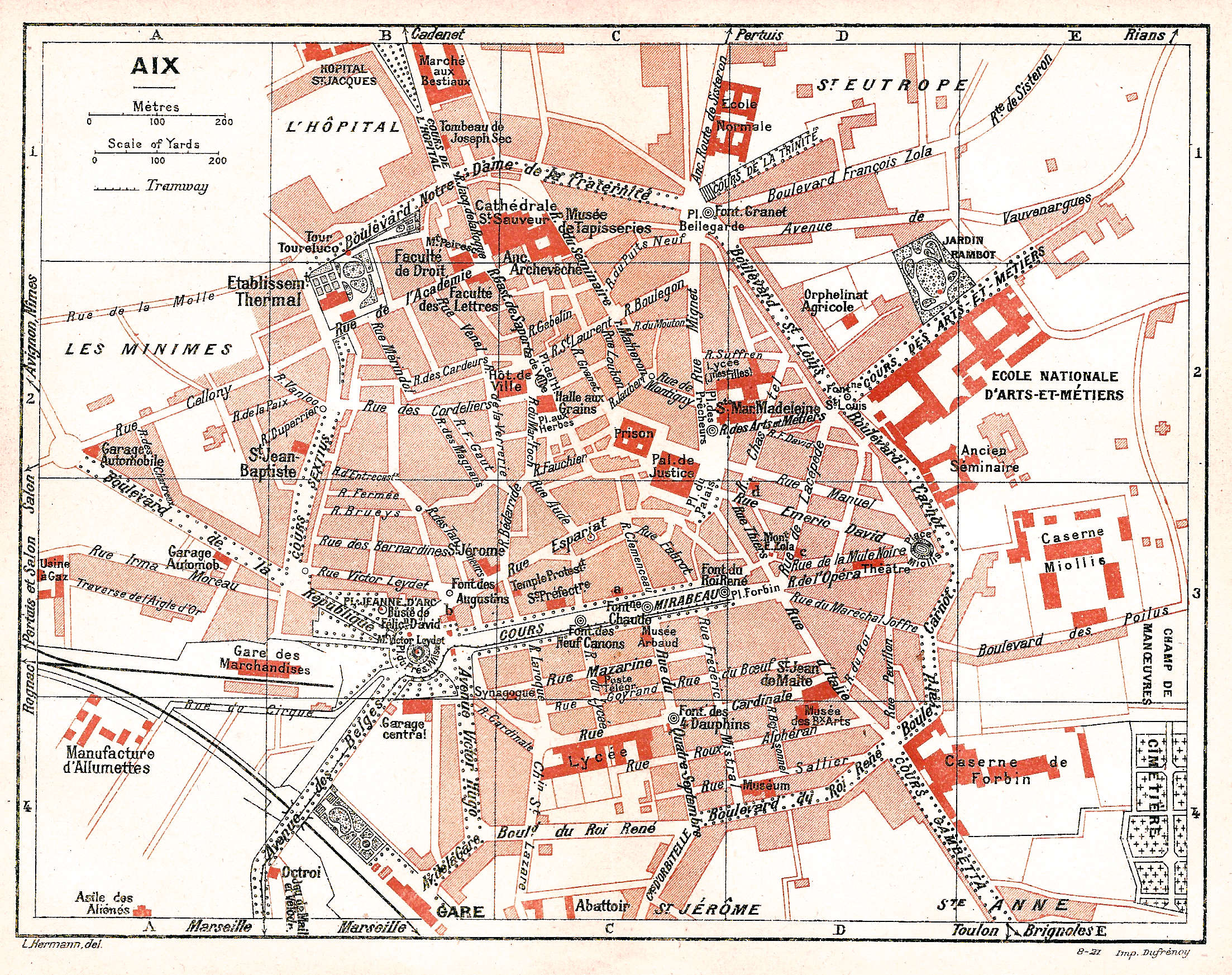
1921년의 엑상프로방스 지도

### 위치와 지형
엑상프로방스는 프랑스 남부 지중해 동부에 위치한 내륙도시로, 마르세유 도심에서 북쪽 방향에 위치해 있으며 도로 기준으로 30km, 일직선상으로 20km 떨어진 지점에 자리해 있다. 면적은 코뮌 경계 기준으로 186.08km²이며, 코뮌 단위로는 프랑스에서 11번째, 부슈뒤론주에서 4번째로 크다.
엑상프로방스는 동쪽의 생트 빅투아르산과 서쪽의 트레바레스 산맥 사이에 위치해 있다. 엑상프로방스는 지진위험이 낮음~중간 정도로 평가되는 부슈뒤론주 북부 일대에 속한다. 특히 1909년에 발생한 지진으로 상당한 피해를 입었다.
엑상프로방스 내부를 흐르는 강으로는 툴루브르강과 아르크강이 있으며, 그 지류인 토르스강이 코뮌을 동서로 가로지른다. 삼림지대의 면적은 코뮌 경계 기준으로 62.19km²에 달하며 레미유, 뤼네스, 퓌리카르, 셀로니, 쿠트롱, 레그라네트 등의 지역에 걸쳐 있다. 시가지 면에서는 구도심 경계 주변으로 도시가 확장되어 있는 모습이며 생소뵈르, 미라보, 빌뇌브, 빌베르트, 마자랭, 몽페랭 구역 등이 있다.

### 기후
2010년 프랑스 국립과학연구센터에서 1971년~2000년 기상자료를 기반으로 실시한 연구에 따르면 엑상프로방스의 기후는 순수 지중해성 기후로 분류된다. 2020년 프랑스 기상청이 발표한 프랑스 본토의 기후분류 연구에서도 지중해성 기후에 속하는 프로방스, 랑그도크루시용 일대 기후에 해당되며, 여름철에는 강수량이 낮고, 일조량은 매우 좋은 편 (연간 2,600시간)이며, 여름철의 기온이 높고 매우 건조하며, 사계절 내내 대체로 건조하고 강한 바람 (시속 5m/s 이상의 강풍 빈도 40~50%), 안개 발생빈도는 낮은 편인 것으로 평가됐다.
1971년~2000년 기상자료 기준 엑상프로방스의 연평균 기운은 13.9°C이며, 연평균 기온차는 16.2°C이다. 연평균 누적강수량은 621mm이며, 1월 평균 강수일은 5.7일, 7월 평균 강수일은 1.9일이다. 1991년~2020년 엑상프로방스 기상관측소 통계에 따르면 엑상프로방스의 연평균 기온은 14.7°C, 연평균 누적강수량은 608.8mm이다.
| 엑상프로방스의 기후                                            | 엑상프로방스의 기후 | 엑상프로방스의 기후 | 엑상프로방스의 기후 | 엑상프로방스의 기후 | 엑상프로방스의 기후 | 엑상프로방스의 기후 | 엑상프로방스의 기후 | 엑상프로방스의 기후 | 엑상프로방스의 기후 | 엑상프로방스의 기후 | 엑상프로방스의 기후 | 엑상프로방스의 기후 | 엑상프로방스의 기후 |
| 월                                                             | 1월                 | 2월                 | 3월                 | 4월                 | 5월                 | 6월                 | 7월                 | 8월                 | 9월                 | 10월                | 11월                | 12월                | 연간                |
| -------------------------------------------------------------- | ------------------- | ------------------- | ------------------- | ------------------- | ------------------- | ------------------- | ------------------- | ------------------- | ------------------- | ------------------- | ------------------- | ------------------- | ------------------- |
| 역대 최고 기온 °C (°F)                                         | 20.9 (69.6)         | 22.8 (73.0)         | 25.6 (78.1)         | 28.9 (84.0)         | 34.2 (93.6)         | 42.0 (107.6)        | 40.2 (104.4)        | 40.1 (104.2)        | 35.1 (95.2)         | 31.4 (88.5)         | 24.7 (76.5)         | 22.7 (72.9)         | 42.0 (107.6)        |
| 일평균 최고 기온 °C (°F)                                       | 11.8 (53.2)         | 12.8 (55.0)         | 16.3 (61.3)         | 19.1 (66.4)         | 23.4 (74.1)         | 27.9 (82.2)         | 31.0 (87.8)         | 30.8 (87.4)         | 25.9 (78.6)         | 21.0 (69.8)         | 15.4 (59.7)         | 12.2 (54.0)         | 20.6 (69.1)         |
| 일일 평균 기온 °C (°F)                                         | 6.7 (44.1)          | 7.2 (45.0)          | 10.3 (50.5)         | 13.1 (55.6)         | 17.2 (63.0)         | 21.3 (70.3)         | 24.0 (75.2)         | 23.8 (74.8)         | 19.6 (67.3)         | 15.7 (60.3)         | 10.5 (50.9)         | 7.3 (45.1)          | 14.7 (58.5)         |
| 일평균 최저 기온 °C (°F)                                       | 1.6 (34.9)          | 1.5 (34.7)          | 4.3 (39.7)          | 7.1 (44.8)          | 11.0 (51.8)         | 14.7 (58.5)         | 17.0 (62.6)         | 16.8 (62.2)         | 13.4 (56.1)         | 10.3 (50.5)         | 5.5 (41.9)          | 2.4 (36.3)          | 8.8 (47.8)          |
| 역대 최저 기온 °C (°F)                                         | −16.6 (2.1)         | −20.2 (−4.4)        | −12.5 (9.5)         | −4 (25)             | −1.1 (30.0)         | 3.2 (37.8)          | 6.0 (42.8)          | 4.0 (39.2)          | 1.7 (35.1)          | −4.7 (23.5)         | −9 (16)             | −14.9 (5.2)         | −20.2 (−4.4)        |
| 평균 강수량 mm (인치)                                          | 52.8 (2.08)         | 35.9 (1.41)         | 33.2 (1.31)         | 58.4 (2.30)         | 47.5 (1.87)         | 36.4 (1.43)         | 15.9 (0.63)         | 33.8 (1.33)         | 88.2 (3.47)         | 77.1 (3.04)         | 78.6 (3.09)         | 51.0 (2.01)         | 608.8 (23.97)       |
| 평균 강수일수 (≥ 1.0 mm)                                       | 5.5                 | 4.6                 | 4.8                 | 6.5                 | 5.3                 | 3.4                 | 2.0                 | 2.8                 | 5.2                 | 6.0                 | 7.5                 | 5.2                 | 58.9                |
| 평균 월간 일조시간                                             | 150.8               | 176.7               | 233.4               | 244.3               | 296.6               | 330.7               | 370.0               | 331.6               | 256.5               | 189.5               | 152.4               | 140.9               | 2,873.2             |
| 출처: 프랑스 기상청 (평년값: 1991년~2020년, 극값: 1955년~현재) |                     |                     |                     |                     |                     |                     |                     |                     |                     |                     |                     |                     |                     |

## 인구
| 연도 | 인구    | ±%    |
| ---- | ------- | ----- |
| 2006 | 142,534 | —     |
| 2007 | 143,404 | +0.6% |
| 2008 | 142,743 | −0.5% |
| 2009 | 141,895 | −0.6% |
| 2010 | 141,438 | −0.3% |
| 2011 | 140,684 | −0.5% |
| 2012 | 141,148 | +0.3% |
| 2013 | 141,545 | +0.3% |
| 2014 | 142,149 | +0.4% |
| 2015 | 142,668 | +0.4% |
| 2016 | 143,006 | +0.2% |

## 자매 도시
- 독일 튀빙겐 (1960년)
- 이탈리아 페루자 (1970년)
- 영국 바스 (1977년)
- 대한민국 해남군 (1978년)
- 포르투갈 코임브라 (1982년)
- 튀니지 카르타고 (1993년)
- 캐나다 캘거리 (1995년)
- 미국 코럴게이블스 (1996년)
- 모로코 우지다 (1997년)
- 미국 필라델피아 (1998년)
- 미국 배턴루지 (1999년)

## 같이 보기
- 주프로방스 타이베이 판사처